# 東亞比賴蘚
東亞比賴蘚（学名：Brotherella fauriei）为錦蘚科比賴蘚屬下的一个种。

## 扩展阅读
- 維基物種上的相關：東亞比賴蘚